# James Jude Courtney
James Jude Courtney,  est un acteur et cascadeur américain né le 31 janvier 1957 à Portland, en Ohio. Il est connu pour son rôle de Peter Christopher dans la série télévisée Côte Ouest ainsi que pour le rôle de Michael Myers dans Halloween, dont le film marque son retour à l'écran après 16 années d’inactivité.

## Filmographie

### Cinéma
- 1989 : Folie meurtrière : Arthur
- 1992 : We're Talkin' Serious Money : un biker
- 1992 : Horizons lointains : un boxeur
- 1993 : La Loi du professionnel : Final Hitman
- 1993 : Philadelphia Experiment II : Vortex Technician
- 1994 : ...And the Earth Did Not Swallow Him : Carpenter
- 1994 : Pour l'amour d'une femme : Earl
- 1994 : Last Detour : l'homme
- 1996 : Access Denied : Bill Robinson
- 1997 : Executive Power : Thug
- 1997 : The Killing Grounds : Craig
- 1998 : Devil in the Flesh : Mr. Roberts
- 1999 : Soccer Dog (Soccer Dog: The Movie) de Tony Siglio : Mafia Goon
- 2002 : The Gray in Between :  Huge Goon
- 2018 : Halloween : Michael Myers
- 2021 : Halloween Kills : Michael Myers
- 2022 : Halloween Ends : Michael Myers

### Télévision
- 1989 : Côte Ouest : Peter Christopher
- 1992 : Les Enquêtes extraordinaires :  Peter Byrne
- 1993 : Danger Theatre : un client du bar
- 1994-1996 : Babylon 5 : Narn #1 / Gyor
- 1998 : Buffy contre les vampires : Der Kindestod